# Nais pseudobtusa
Nais pseudobtusa är en ringmaskart som beskrevs av Piguet 1906. Nais pseudobtusa ingår i släktet Nais och familjen glattmaskar. Arten är reproducerande i Sverige. Inga underarter finns listade i Catalogue of Life.